# Хренов, Пётр Дмитриевич
Пётр Дмитриевич Хренов (13 июля 1920 — 13 июля 1943) — участник Великой Отечественной войны, командир взвода управления 511-го гаубичного артиллерийского полка, Герой Советского Союза, старший лейтенант.

## Биография
Родился 13 июля 1920 года в деревне Сырицы ныне Демидовского района Смоленской области в семье крестьянина. Русский. Окончил среднюю школу в городе Демидов.
В 1940 году был призван в Красную Армию. В 1941 году окончил Смоленское артиллерийское училище.
На 1942 год — старший лейтенант, командир взвода управления 511-го гаубичного артиллерийского полка 133-й стрелковой дивизии, которая 17 марта 1942 года была преобразована в 18-ю гвардейскую стрелковую дивизию.
21 марта 1942 года в бою у деревни Суковка (Юхновский район Калужской области) старший лейтенант Xренов с тремя бойцами корректировал артиллерийский огонь дивизиона, обеспечивал командование разведдаными. Свой наблюдательный пункт он расположил на переднем крае нашей обороны. Благодаря точному огню гаубиц было отбито насколько атак противника.
В ночь на 22 марта гитлеровцам удалось потеснить стрелковые подразделения. Наблюдательный пункт Хренова оказался в тылу врага, но старший лейтенант остался на своем посту. Днем 22 марта он продолжал корректировать огонь батареи, пока не был обнаружен противником. Когда фашисты были совсем близко, старший лейтенант Хренов вызвал огонь дивизиона на себя. Враг отступил и пехота вернулась на свои позиции. Возле наблюдательного пункта осталось почти три десятка убитых фашистов. Попытка противника прорвать нашу оборону не увенчалась успехом.
23 марта 1942 года наши войска начали наступление. Старший лейтенант Хренов со своим взводом вновь шел впереди стрелковых подразделений. К ночи он оборудовал свой наблюдательный пункт в школе деревни Суковки. Гитлеровцы обнаружили разведчиков и окружили школу. Несколько часов группа наших бойцов вела бой, отбила несколько атак. Когда кончились патроны и гранаты, в ход пошли приклады и кирпичи. Захватив с собой радиостанцию, группа с боем вырвалась из вражеского кольца. Хренов был вторично ранен, но остался в строю. За эти бои отважный артиллерист был представлен к геройскому званию.
Указом Президиума Верховного Совета СССР «О присвоении звания Героя Советского Союза начальствующему и рядовому составу Красной Армии» от 21 июля 1942 года за «образцовое выполнение боевых заданий командования на фронте борьбы с немецкими захватчиками и проявленные при этом отвагу и геройство» старшему лейтенанту Хренову Петру Дмитриевичу присвоено звание Героя Советского Союза с вручением ордена Ленина и медали «Золотая Звезда» (№ 552).
Заместитель командира 2-го дивизиона 52-го гвардейского артиллерийского полка гвардии капитан П. Д. Хренов погиб 13 июля 1943 года в бою за деревню Дебрь Ульяновского района Орловской (ныне Калужской) области. Похоронен в городе Козельск Калужской области.

## Награды
- Медаль «Золотая Звезда» Героя Советского Союза (21.07.1942, № 552);
- орден Ленина.

## Память
- Навечно зачислен в списки воинской части.
- В городе Демидов Смоленской области установлена мемориальная доска, его именем названа улица[1].